# Sosxetra grata
Sosxetra grata là một loài bướm đêm trong họ Noctuidae.